# 浮き船方式
浮き船方式（うきふねほうしき）とは、ラジオ番組の編成方法の一種である。名称の由来は、ワイド番組内の内包番組のことを「浮き船」と呼んだことから。

## 編成形式
ワイド番組という形を取りながら、特定の時刻に箱番組・帯番組といった別の番組を内包・挿入（内包番組）させ、ワイド番組としてのスケール感を得る方式のこと。
ワイド番組部分は日替わり複数の可否に関係なく、そのワイド番組のパーソナリティが務めるが、内包番組部分は、ワイド番組部分とは別のパーソナリティであることが多い。
番組販売および地方局へのネットワークセールス枠販売の際に、キー局がワイド番組という形よりもミニ番組として販売することによるメリット・デメリットがある。また、長時間務めるパーソナリティへの負担の軽減にも役立っている。